# جولی شوارتز گاتمن
جولی شوارتز گاتمن (زاده ۷ آوریل ۱۹۵۱) روان‌شناس، محقق، سخنران و نویسنده آمریکایی است. او به همراه همسر و همکارش، دکتر جان گاتمن، یکی از بنیانگذاران مؤسسه گاتمن است - سازمانی که به تقویت روابط از طریق محصولات و برنامه‌های مبتنی بر تحقیق اختصاص دارد. او یکی از خالقان تئوری زوج درمانی به روش گاتمن است.

## دوران اولیه زندگی و تحصیل
جولی شوارتز در پورتلند، در ایالت اورگان به دنیا آمد. او مدرک لیسانس خود را در رشته روان‌شناسی در کالج کلرادو در سال ۱۹۷۴ دریافت کرد. در سال‌های بعد از کالج، مدرک دکتری خود را در زمینه مشاوره سلامت روان اجتماعی از دانشکده تحصیلات تکمیلی دانشگاه نورث ایسترن در سال ۱۹۷۶ به پایان رساند و بعد از آن، یک سال در هند و نپال زندگی کرد که شامل خدمت به افراد فقیر در کلکته بود. پس از بازگشت به ایالات متحده در سال ۱۹۷۹، او سپس در سال ۱۹۸۱ مدرک کارشناسی ارشد (MA) خود را در روان‌شناسی بالینی و دکترای خود را از دانشکده روان‌شناسی حرفه ای کالیفرنیا، سن دیگو در سال ۱۹۸۵ دریافت کرد

## شغلی
جولی شوارتز گاتمن کار حرفه ای خود را در دوران تحصیل در کالج آغاز کرد، جایی که به تأسیس یک مرکز مشاوره برای بازماندگان تجاوز جنسی، کهنه سربازان جنگی و سایر نیازمندان کمک کرد. پس از نقل مکان به بوستون، او با بیماران مبتلا به اسکیزوفرنی یا اعتیاد به هروئین در یک برنامه سرپایی بیمارستان عمومی ماساچوست در «منطقه رزمی» بوستون کار کرد. بین سال‌های ۱۹۷۶ و ۱۹۷۸، او به‌عنوان کارمند روان‌پزشکی در واحد بحران روان‌پزشکی مرکز پزشکی اورگان خدمت کرد و در آنجا به درمان افراد فقیر مبتلا به بیماری‌های روانی جدی ادامه داد.
پس از بازگشت از هند، کار بالینی او شامل درمان اقامتی برای بزرگسالان جوان مبتلا به اسکیزوفرنی، و کار فردی و گروهی با بازماندگان زنای با محارم بود. او بعداً در کار با مشتریان کم درآمد، بازماندگان زنای با محارم و تجاوز جنسی، کهنه سربازان جنگی، و بیماران سرطانی و خانواده‌هایشان تخصص یافت. در سال ۱۹۸۳، او به توسعه و اجرای برنامه ای برای درمان و پیشگیری از آزار جنسی در محوطه دانشگاه در دانشگاه کالیفرنیا در سن دیگو کمک کرد.

## افتخارات و جوایز
در سال ۲۰۰۲، انجمن روان‌شناسی ایالت واشینگتن (WSPA) جولی شوارتز گاتمن را با جایزه روان‌شناس برجسته سال تجلیل کرد.
او همچنین در سال ۲۰۰۵ گواهی قدردانی از ارتش ایالات متحده دریافت کرد. دکتر جان و جولی گاتمن توسط The Atlantic به عنوان «متخصصان مشهور در ثبات زناشویی» معرفی شدند.